# چانگکینگ
چانگکینگ (انگلیسی: Chongqing) ساختمان اداری ۹۹ طبقه مستقر در شهر چانگشا، هونان، چین است، که در سال ۲۰۲۱ احداث گردید.